# Toile tendue

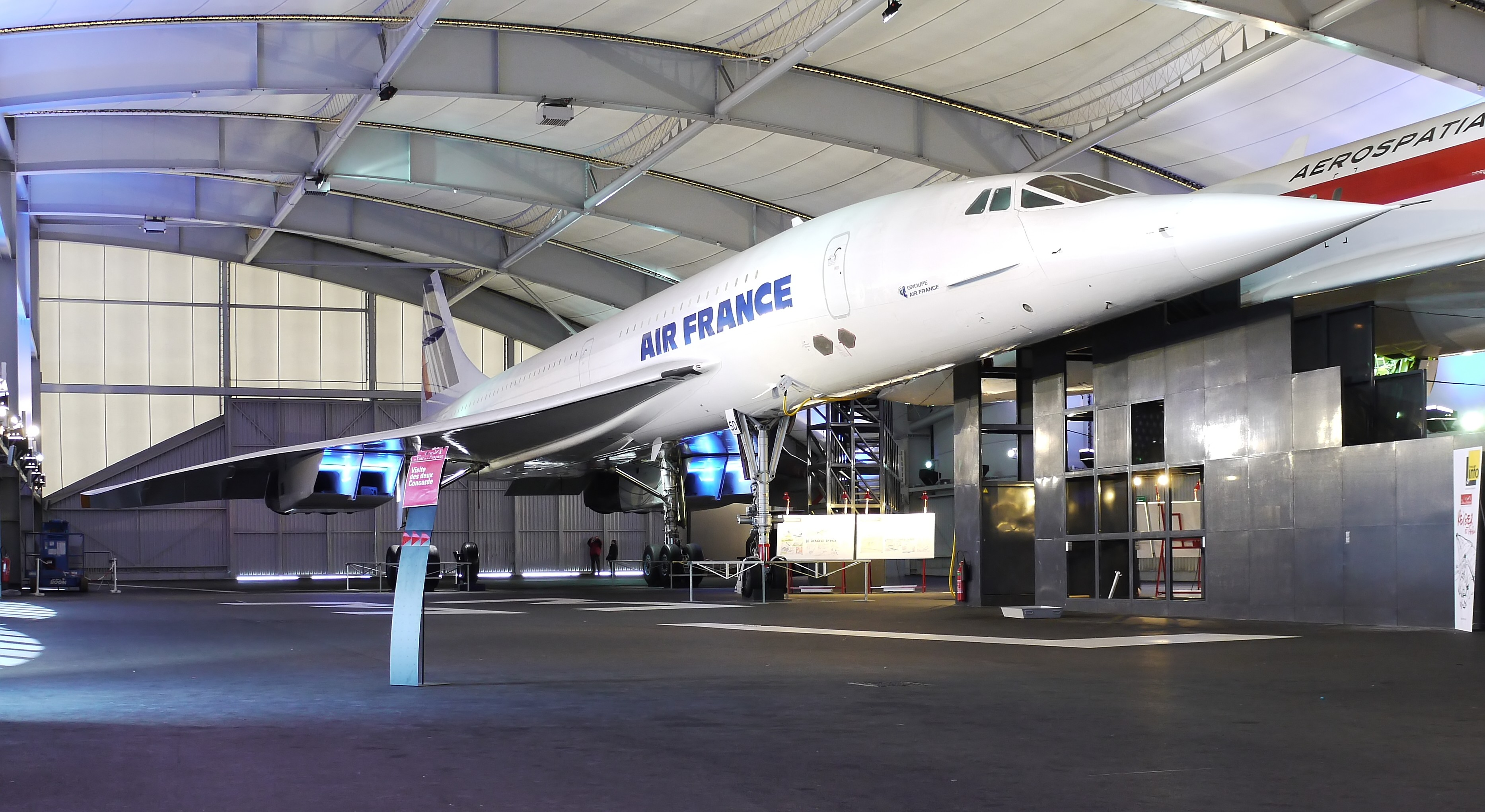
Hall Concorde, Musée de l'air et de l'espace.

Les toiles tendues sont des éléments de textile technique utilisés comme voiles ou parois en architecture et pour le design d'intérieur) et certains aménagements permanents extérieurs, ou de loisirs provisoires ou permanents ou encore pour certains aéronefs (premiers avions, montgolfières, zeppelins, etc.).
De nombreux systèmes de tension de membranes existent, éventuellement réglables et appuyés sur des éléments rigides (barres) ou des cordes ou filins tendus.
Les toiles tendues ont pour avantage un coût et poids (1 à 1,5 kg/m2 pour un voile de polyester recouvert de PVC) modérés et une mise en œuvre assez rapide, et comme inconvénient d'être parfois difficiles à entretenir et nettoyer et d'offrir une bonne prise au vent.

## Histoire
Des toiles tendues sont probablement utilisées depuis l'antiquité par les peuples maîtrisant le textile, notamment dans les pays chauds sous forme de tentes de formes plus ou moins complexes ou en tant que marquise protégeant des cours ou des rues du soleil.
Au XIXe siècle, la toile trouve de nouveaux usages comme enveloppe de gaz, avec la montgolfière puis le zeppelin.
Dans les années 1940, de grandes toiles tendues commencent à être utilisées comme élément architectural, par exemple par Frei Otto qui développe et théorise les systèmes constructifs simples et souples qui seront utilisés comme symbole de modernité (architecture bionique, films de science-fiction, évènementiel, etc.).
Peu à peu, vers la fin du XXe siècle, ces principes sont codifiés et enseignés dans les écoles d'architecture, avec apparition de normes, standards et recommandations.

## Applications

### En architecture intérieure
Des toiles tendues sont utilisées comme plafond et/ou murs tendus, en rénovation ou dans la construction neuve et notamment pour certains plafonds acoustiques, ou pour l'insonorisation de salles de cinéma, etc.

### En architecture extérieure
On les trouve souvent utilisés dans des milieux devant être protégés de la pluie et/ou du soleil (voiles d'ombrage), et n'ayant pas besoin d'être chauffés, en particulier au-dessus de Parking, de stades, terrains de sport ou tribune sportive. certains espace de détente ou de restauration les utilisent aussi, de même que les bateaux sous forme de « taud ». Des toiles imperméabilisées autrefois huilées (par de l'huile de lin par exemple) ou cirées (à la cire d'abeille puis plastifiées) et aujourd'hui par des composés issus de la chimie de synthèse (Téflon depuis les années 1950 notamment, ou encore polyester enduit de PVC) depuis les années 1970 ou plus récemment éthylène tétrafluoroéthylène (ETFE), etc.
Des tissus très solides (Kevlar) permettent de grandes portées et une bonne résistance au vent.
Divers designers et architectes en ont fait un de leurs moyens d'expression. Certains voiles de béton s'inspirent des toiles tendues ou les imitent.
Ils peuvent permettre la récupération des eaux pluviales.

### Abri léger
Par son faible poids, la toile tendue (sous forme de tente ou de tarp) permet de servir d'habitation nomade, d'abris en temps de guerre ou de crise, pour le camping, ou diverses événements ponctuels.

## Matériaux
Ces toiles sont des composites, presque toujours synthétiques et constituées de produits dérivés du pétrole ou de la carbochimie.
Elles contiennent divers additifs qui varient selon le type de toile et d'usages (extérieur/intérieur, etc.). Ces additifs sont notamment :
- des molécules protégeant la toile contre les dégâts faits par les ultraviolets (décoloration, dégradation du matériau) ;
- des produits anti-feu ;
- des assouplissants (phtalates…) ;
- des biocides (fongicides et algicides ou bactéricides) limitant la salissure de la toile, empêchant que des algues, mousses ou champignons ne s'y installent ;
- des produits imperméabilisant et lissants (ex. : Téflon, enduction puis traitement de surface éventuel secondaire par application d'un vernis limitant l'adhésion des salissures dont excréments d'oiseaux).

## Aspects environnementaux et sanitaires
En matière de santé environnementale, certains des constituants et additifs des toiles peuvent être toxiques et/ou poser problème durant la fabrication, le stockage ou en fin de vie. Ils peuvent aussi limiter la recyclabilité du produit.
Certains fabricants cherchent à produire des toiles plus facilement recyclables.

## Prospective
À l'avenir, certains textiles techniques pourraient devenir « intelligents » (ex. : opacification selon l'ensoleillement) et/ou photovoltaïques, communicants (informatique ubiquitaire), épurateurs d'air, etc.